# Wlepka
Ten artykuł należy dopracować:

przedstawiono sytuację tylko z polskiej perspektywy – artykuł powinien być przekrojowy.
Pomóż go poprawić. Na stronie dyskusji mogą znajdywać się pomocne komentarze.

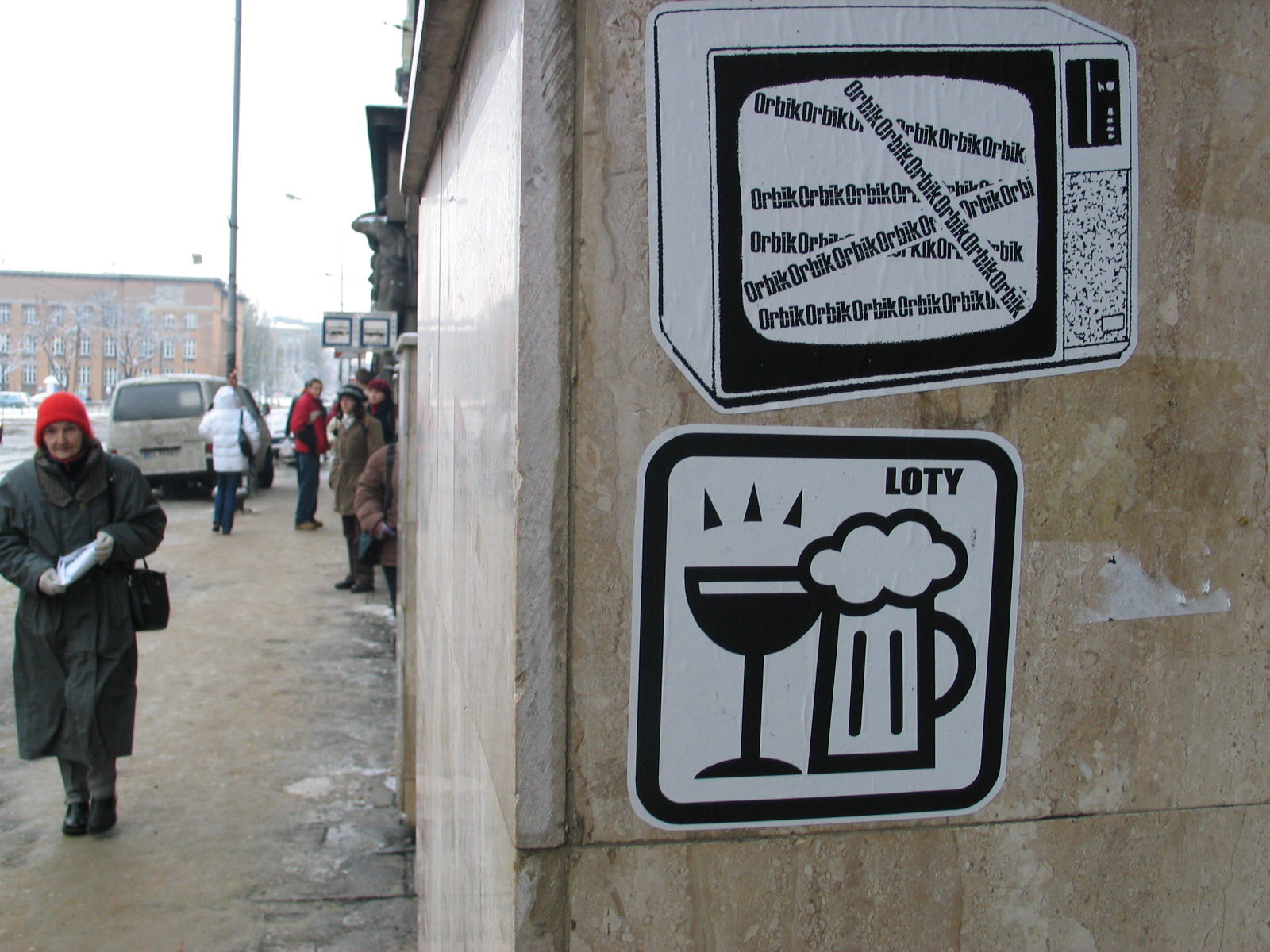
Wlepka na ścianie budynku

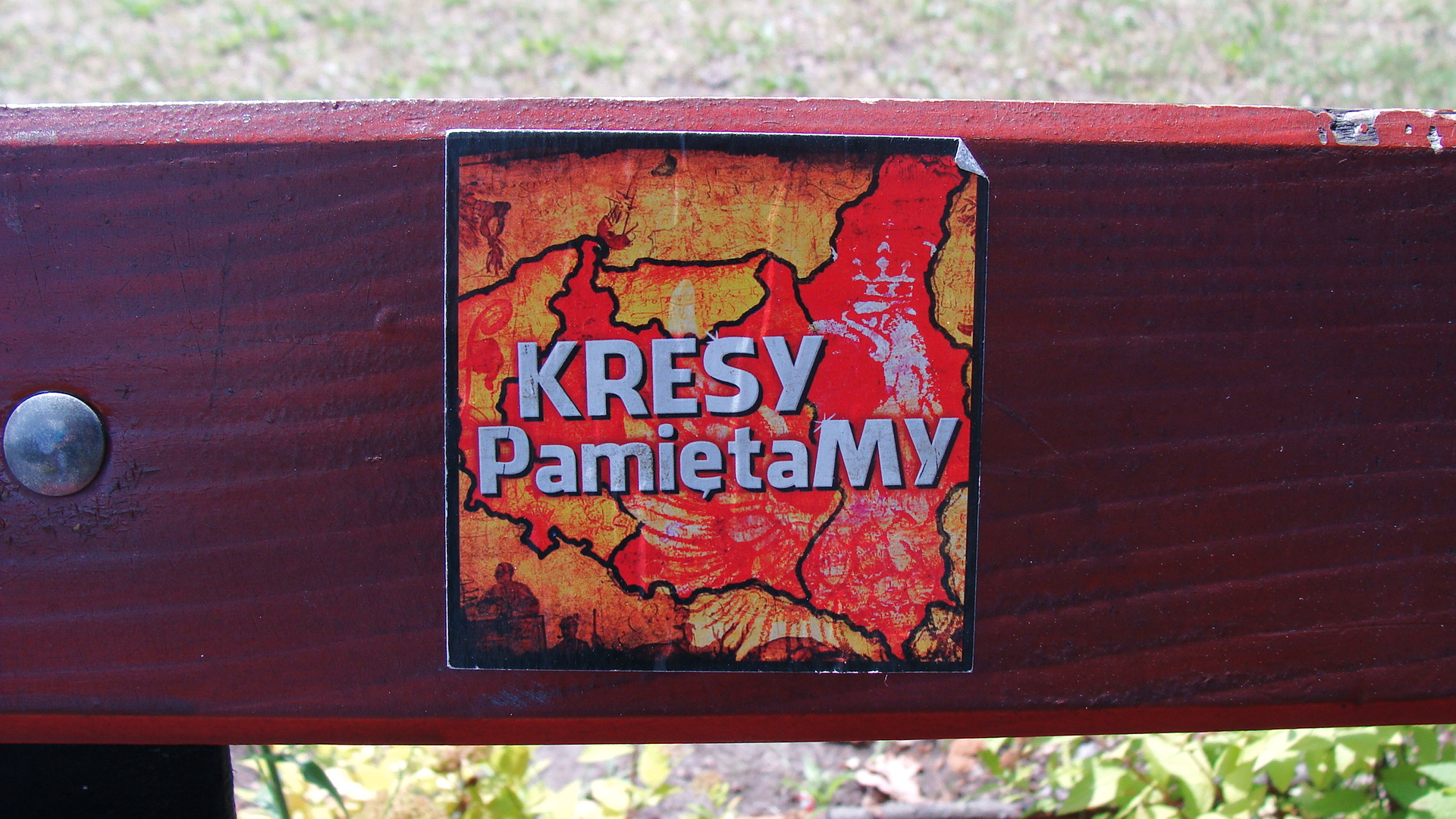
Wlepka o tematyce patriotycznej, Sulejówek, lipiec 2013

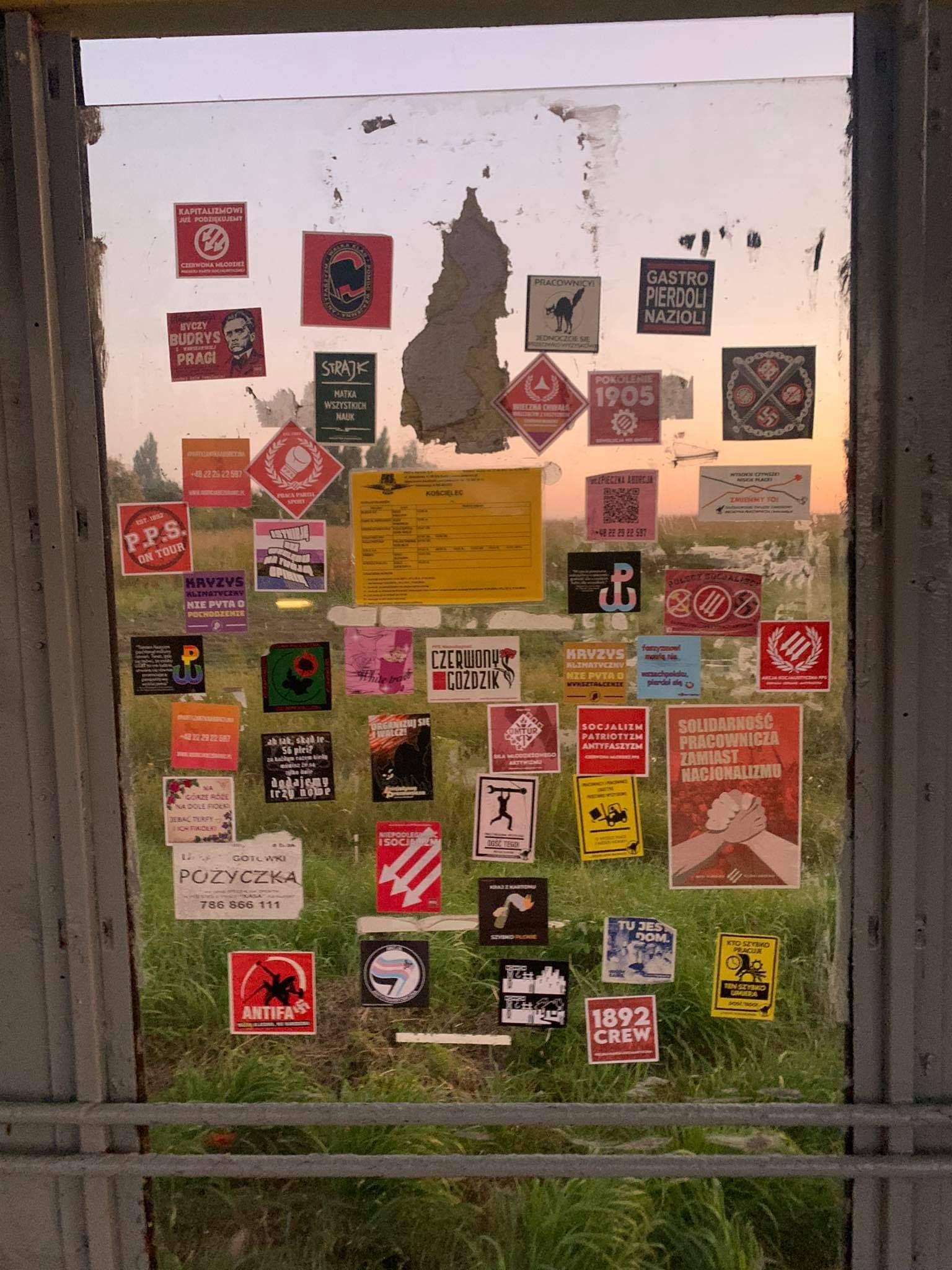
Lewicowe wlepy

Wlepka (stosowana też pisownia vlepka) – mała, samoprzylepna forma plastyczna tworzona z myślą o ingerencji w przestrzeń publiczną, jeden ze środków wyrazu tzw. kultury niezależnej, pokrewny graffiti. Przylepiana na ogół bez zezwolenia, przez co traktowana jako wandalizm. Początkowo była to naklejka zawierająca rysunek (grafika, fotomontaż, zdjęcie), tekst albo jedno i drugie.
Wlepki są przyklejane w środkach transportu publicznego (głównie autobusach, trolejbusach i tramwajach miejskich) oraz w innych miejscach publicznych (przejściach podziemnych itp.), w miejscu widocznym, np. przy wyjściu z pojazdu, obok tylnych drzwi, głównie w końcu lat 90. XX wieku i pierwszych latach XXI wieku. Obecnie zjawisko to powoli wychodzi z tramwajów i przenosi się w inne miejsca, jak na przykład znaki. Nadal jest widoczne, zwłaszcza w dużych miastach (Poznań, Warszawa, Kraków, Łódź, Trójmiasto, Szczecin).

## Tematyka
Spotyka się wlepki o tematyce filozoficznej, politycznej, religijnej, sportowej, muzycznej, a także humorystycznej, absurdalnej lub komentujące znane postaci czy aktualne wydarzenia. Istnieje też nurt dekoracyjnych wlepek o czysto formalnych walorach. Wlepki są także używane przez twórców graffiti jako forma tagowania. Wlepki zostały użyte w ramach kampanii wyborczej po raz pierwszy przed wyborami parlamentarnymi w 2001 przez Janusza Korwina-Mikkego. Natomiast jedną z pierwszych w Polsce organizacji używającą wlepek w celach propagandowych była Lewicowa Alternatywa.
Wlepkowanie powiązane jest ściśle ze street artem.

## Historia
Pierwsze wlepki tworzyli już dadaiści. W Polsce historia wlepek sięga czasów II wojny światowej. Była to jedna z antyhitlerowskich akcji propagandowych, jakie prowadziła grupa „Wawer” na terenie Warszawy i innych miast polskich.
Wlepki występowały również w czasach PRL-u, jednak miały głównie charakter humorystyczny, nawiązując często do PZPR. Same władze PRL-u używały podobnych nośników jako propagandę, chwaląc państwo i „polskiego robotnika” oraz nastawiając krytycznie na państwa dawnego Bloku Zachodniego.